# Hibbertia lasiopus
Hibbertia lasiopus är en tvåhjärtbladig växtart som beskrevs av George Bentham. Hibbertia lasiopus ingår i släktet Hibbertia och familjen Dilleniaceae. Inga underarter finns listade i Catalogue of Life.